# Arabista

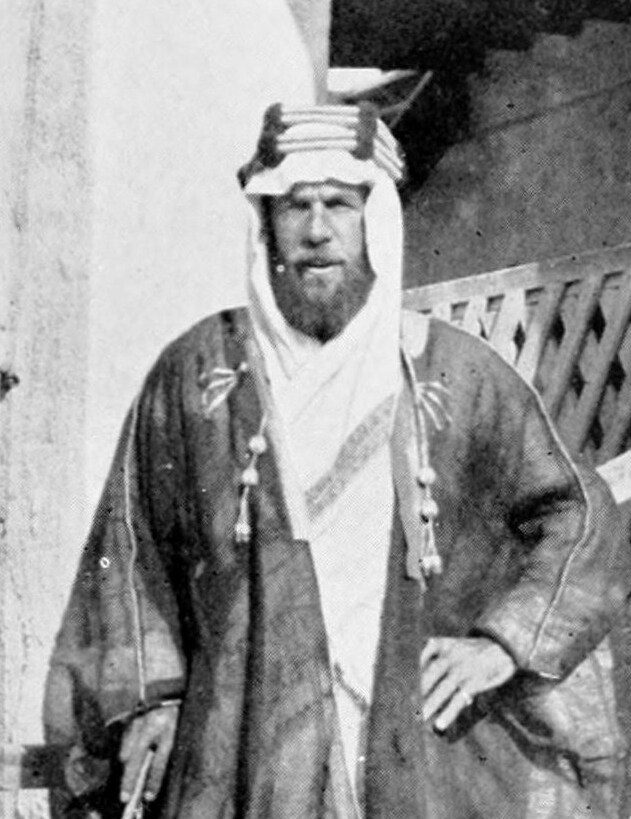
El arabista británico St John Philby en Riad

Un arabista es el estudioso especializado en la lengua y la cultura árabes. De la larga lista de nombres importantes, pueden enunciarse clásicos como Lévi-Provençal, Dozy, Miguel Casiri, Arberry, Ahlwardt, o los españoles Diego de Guadix, Julián Ribera, Serafin Fanjul, Miguel Asín Palacios o Emilio García Gómez.

## En España
A lo largo de su historia, España ha desarrollado una variada escuela de arabistas, desde personajes como el teólogo Juan de Segovia en el siglo XV, o ya en el XVI Diego de Guadix o el lexicógrafo Pedro de Alcalá.
A partir del siglo XVIII la Ilustración, recuperó y en cierto modo redescubrió el importante legado de la civilización hispanomusulmana en la península ibérica, de ese periodo cabría destacar a Miguel Casiri autor del catalogó los manuscritos de la biblioteca de San Lorenzo de El Escorial. Su discípulo José Antonio Conde, escribió una Historia de la dominación de los árabes en España. El erudito Pascual Gayangos (1809-1897) continuó esta tradición en el siglo XIX. Su más importante discípulo fue Francisco Codera Zaidín (1836-1917), en la cátedra de árabe de la Universidad de Madrid. Este editó los diez volúmenes de la Bibliotheca Arabico-Hispana.
Y ya en la base de la escuela de arabistas españoles (y con el posterior apoyo de las revistas Al-Andalus y Al-Qantara, sobresalieron alúmnos de Codera como Julián Ribera (1858-1934) y Miguel Asín Palacios (1871-1944), que pusieron el arabismo español a nivel europeo, con la continuación en la tarea de su discípulo Emilio García Gómez (1905-1995), primera autoridad en el estudio de las jarchas y primer director de la Escuela de Estudios Árabes de Madrid. Uno de sus seguidores fue Julio Cortés Soroa (1924-2009), traductor del Corán, y autor de un Diccionario de Árabe Culto Moderno. En un plano menos académico podrían mencionarse los ensayos de escritores como Juan Goytisolo, Rafael Cansinos o Luciano Rubio.